# Dumitru Armășel
Dumitru Armășel (ur. w 1901, zm. ?) – rumuński rugbysta, brązowy medalista Igrzysk Olimpijskich 1924 w Paryżu. Były to jedyne mecze w karierze tego zawodnika w reprezentacji narodowej.